# Lijst van voetbalinterlands Brazilië - Engeland
Deze lijst van voetbalinterlands is een overzicht van alle officiële voetbalwedstrijden tussen de nationale teams van Brazilië en Engeland. De landen speelden tot op heden 27 keer tegen elkaar. De eerste ontmoeting, een vriendschappelijke wedstrijd, werd gespeeld in Londen op 9 mei 1956. Het laatste duel, eveneens een vriendschappelijke wedstrijd, vond plaats op 23 maart 2024 in Londen.

## Wedstrijden
| №  | Plaats          | Datum            | Competitie        | Wedstrijd           | Uitslag |
| -- | --------------- | ---------------- | ----------------- | ------------------- | ------- |
| 1  | Londen          | 9 mei 1956       | Vriendschappelijk | Engeland – Brazilië | 4 – 2   |
| 2  | Göteborg        | 11 juni 1958     | WK 1958           | Engeland – Brazilië | 0 – 0   |
| 3  | Rio de Janeiro  | 13 mei 1959      | Vriendschappelijk | Brazilië – Engeland | 2 – 0   |
| 4  | Viña del Mar    | 10 juni 1962     | WK 1962           | Brazilië – Engeland | 3 – 1   |
| 5  | Londen          | 8 mei 1963       | Vriendschappelijk | Engeland – Brazilië | 1 – 1   |
| 6  | Rio de Janeiro  | 30 mei 1964      | Vriendschappelijk | Brazilië – Engeland | 5 – 1   |
| 7  | Rio de Janeiro  | 12 juni 1969     | Vriendschappelijk | Brazilië – Engeland | 2 – 1   |
| 8  | Guadalajara     | 7 juni 1970      | WK 1970           | Brazilië – Engeland | 1 – 0   |
| 9  | Los Angeles     | 23 mei 1976      | Vriendschappelijk | Brazilië – Engeland | 1 – 0   |
| 10 | Rio de Janeiro  | 8 juni 1977      | Vriendschappelijk | Brazilië – Engeland | 0 – 0   |
| 11 | Londen          | 19 april 1978    | Vriendschappelijk | Engeland – Brazilië | 1 – 1   |
| 12 | Londen          | 12 mei 1981      | Vriendschappelijk | Engeland – Brazilië | 0 – 1   |
| 13 | Rio de Janeiro  | 10 juni 1984     | Vriendschappelijk | Brazilië – Engeland | 0 – 2   |
| 14 | Londen          | 19 mei 1987      | Vriendschappelijk | Engeland – Brazilië | 1 – 1   |
| 15 | Londen          | 28 maart 1990    | Vriendschappelijk | Engeland – Brazilië | 1 – 0   |
| 16 | Londen          | 17 mei 1992      | Vriendschappelijk | Engeland – Brazilië | 1 – 1   |
| 17 | Washington D.C. | 13 juni 1993     | Vriendschappelijk | Brazilië – Engeland | 1 – 1   |
| 18 | Londen          | 11 juni 1995     | Vriendschappelijk | Engeland – Brazilië | 1 – 3   |
| 19 | Parijs          | 10 juni 1997     | Vriendschappelijk | Engeland – Brazilië | 0 – 1   |
| 20 | Londen          | 27 mei 2000      | Vriendschappelijk | Engeland – Brazilië | 1 – 1   |
| 21 | Fukuroi         | 21 juni 2002     | WK 2002           | Brazilië – Engeland | 2 – 1   |
| 22 | Londen          | 1 juni 2007      | Vriendschappelijk | Engeland – Brazilië | 1 – 1   |
| 23 | Doha            | 14 november 2009 | Vriendschappelijk | Brazilië – Engeland | 1 – 0   |
| 24 | Londen          | 6 februari 2013  | Vriendschappelijk | Engeland – Brazilië | 2 – 1   |
| 25 | Rio de Janeiro  | 2 juni 2013      | Vriendschappelijk | Brazilië - Engeland | 2 – 2   |
| 26 | Londen          | 14 november 2017 | Vriendschappelijk | Engeland – Brazilië | 0 − 0   |
| 27 | Londen          | 23 maart 2024    | Vriendschappelijk | Engeland − Brazilië | 0 − 1   |

## Samenvatting
| Competitie        | Totaal gespeeld | Winst Brazilië | Gelijk | Winst Engeland | Doelsaldo Brazilië – Engeland |
| ----------------- | --------------- | -------------- | ------ | -------------- | ----------------------------- |
| WK-eindronde      | 4               | 3              | 1      | 0              | 6 − 2                         |
| Vriendschappelijk | 23              | 9              | 10     | 4              | 29 − 21                       |
| Totaal            | 27              | 12             | 11     | 4              | 35 − 23                       |

Wedstrijden bepaald door strafschoppen worden, in lijn met de FIFA, als een gelijkspel gerekend.

## Details

### Tweede ontmoeting
| Engeland | 0 – 0 | Brazilië |
|          | goals |          |

### Tiende ontmoeting
| Brazilië | 0 – 0 | Engeland |
|          | goals |          |

### Twaalfde ontmoeting
| Vriendschappelijk (Londen, Verenigd Koninkrijk, 12 mei 1981): |       |          |
| Engeland                                                      | 0 – 1 | Brazilië |
|                                                               | goals | 11' Zico |

### Dertiende ontmoeting
| Vriendschappelijk (Rio de Janeiro, Brazilië, 10 juni 1984):                                   |       |                                  |
| Brazilië                                                                                      | 0 – 2 | Engeland                         |
|                                                                                               | goals | 43' John Barnes 65' Mark Hateley |
| - Debuut van David Watson (Norwich City) en Clive Allen (Queen's Park Rangers) voor Engeland. |       |                                  |

### Veertiende ontmoeting
| Engeland         | 1 – 1      | Brazilië             |
| Gary Lineker 34' | goals      | 35' Mirandinha       |
| Bobby Robson     | bondscoach | Carlos Alberto Silva |

### Zestiende ontmoeting
| Vriendschappelijk (Londen, Verenigd Koninkrijk, 17 mei 1992): |       |            |
| Engeland                                                      | 1 – 1 | Brazilië   |
| David Platt 49'                                               | goals | 25' Bebeto |

### Zeventiende ontmoeting
| Vriendschappelijk (Washington D.C., Verenigde Staten, 13 juni 1993): |       |                   |
| Engeland                                                             | 1 – 1 | Brazilië          |
| David Platt 47'                                                      | goals | 76' Márcio Santos |
| - Debuut van doelman Tim Flowers (Southampton) voor Engeland.        |       |                   |

### Negentiende ontmoeting
| Vriendschappelijk (Parijs, Frankrijk, 10 juni 1997): |       |             |
| Engeland                                             | 0 – 1 | Brazilië    |
|                                                      | goals | 61' Romário |

### 24ste ontmoeting
| Vriendschappelijk (Londen, Verenigd Koninkrijk, 6 februari 2013):   |            |                     |
| Engeland                                                            | 2 – 1      | Brazilië            |
| Wayne Rooney 26' Frank Lampard 60'                                  | goals      | 48' Fred            |
| Roy Hodgson                                                         | bondscoach | Luiz Felipe Scolari |
| - Ronaldinho mist een strafschop namens Brazilië in de 19de minuut. |            |                     |

### 25ste ontmoeting
| Vriendschappelijk (Rio de Janeiro, Brazilië, 2 juni 2013): |            |                                              |
| Brazilië                                                   | 2 – 2      | Engeland                                     |
| Fred 57' Paulinho 83'                                      | goals      | 68' Alex Oxlade-Chamberlain 79' Wayne Rooney |
| Luiz Felipe Scolari                                        | bondscoach | Roy Hodgson                                  |